# Władysław Matzke
Władysław Matzke (ur. 28 sierpnia 1909, zm. 23 marca 1991 w Warszawie) – polski konstruktor i mechanik, profesor nadzwyczajny Politechniki Warszawskiej.

## Życiorys
Ukończył studia na Politechnice Lwowskiej, prowadził badania nad silnikami spalinowymi (samochodowymi, lotniczymi, okrętowymi, specjalnymi, a także do lokomotyw) oraz paliwem do nich. Zaangażował się w badania nad wydobywaną w Tustanowicach ropą naftową i jej przetwarzaniem, zasiadał w Radzie Nadzorczej Spółki Akcyjnej Gazolina. W latach 1938–1939 współuczestniczył w pracach konstrukcyjnych nad samolotem komunikacyjnym RWD-18, wspólnie z Zdzisławem Rytlem. Od 1948 wykładał w Szkole Inżynierskiej im. Wawelberga i Rotwanda, od 1951 na Politechnice Warszawskiej. Kierował Zakładem Silników Spalinowych w Instytucie Pojazdów Politechniki Warszawskiej, był inicjatorem i założycielem Wydziału Samochodów i Ciągników. Prowadził prace badawcze i modyfikacyjne nad tłokowymi i wirnikowymi silnikami spalinowymi w Doświadczalnych Warsztatach Lotniczych, Państwowych Zakładach Inżynieryjnych, Warszawskiej Fabryce Motocykli, PZL-Wola, Zakładach Urządzeń Transportowych "Zgoda" OBSPiM, Fabryce Samochodów Ciężarowych "Star", Fabryce Samochodów Osobowych.
Pochowany na cmentarzu w Pyrach.